# Seznam držav brez letališč
To je seznam držav (suverenih držav) in ozemelj brez letališča .

## Suverene države
Od neodvisnih držav sveta  samo pet od šestih evropskih mikrodržav nima letališča znotraj svojih meja, čeprav imajo vse vsaj en heliport . Vsi razen Monaka so brez izhoda na morje. (Lihtenštajn je dvojno neobalni . )
| Država      | Opombe |
| ----------- | --- |
| Andora      | Andora nima letališča, ima pa tri zasebne heliporte, od katerih je eden bolnišnični. Načrtuje se izgradnja "nacionalnega heliporta", vendar je proces trenutno v mirovanju. Po številu prebivalcev in površini je največja država, ki nima letališča. Najbližja letališča v Španiji so letališče Andorra–La Seu d'Urgell (12 km stran), letališče Lleida-Alguaire, letališče Barcelona-El Prat in letališče Girona-Costa Brava. Najbližja letališča v Franciji so letališče Carcassonne, letališče Perpignan–Rivesaltes in letališče Toulouse-Blagnac. Barcelona in Toulouse sta glavni letališči in najpogostejša izbira za potovanja na dolge razdalje v Andoro. |
| Lihtenštajn | Lihtenštajn nima letališča, ima pa heliport v južnem mestu Balzers. Najbližji mednarodni letališči sta letališče St. Gallen-Altenrhein v Švici in letališče Friedrichshafen v Nemčiji, ki imata malo rednih letov. Najbližje večje letališče je letališče Zürich v Švici, ki ima železniške povezave do Buchsa in Sargansa. Iz teh mest lahko ujamete PostBus ali vlak do Lihtenštajna. |
| Monako      | Monako nima letališča, ima pa monaški heliport v okrožju Fontvieille. Najbližje letališče je letališče Nice Côte d'Azur v Franciji. |
| San Marino  | San Marino nima letališča, ima pa en heliport v Borgo Maggioreju in majhno letališče v Torraccii s 680 metrsko travnato stezo. Najbližje letališče je letališče Rimini, nato veliko večje letališče Bologna, obe v Italiji. |
| Vatikan     | Vatikan nima letališča, ima pa vatikanski heliport v zahodnem kotu, ki ga uporabljajo gostujoči voditelji in vatikanski uradniki. Fizično bi bilo nemogoče umestiti letališče na 0,44 km2 ozemlje Svetega sedeža. Najbližji letališči sta letališči Rim Ciampino in letališče Rim–Fiumicino v Italiji. |

## Države z omejenim priznanjem
| Država                                | Opombe |
| ------------------------------------- | --- |
| Republika Arcah                       | V Stepanakertu sicer je letališče, a zračni promet tam ne obratuje od leta 1992.                                                   |
| Palestina                             | Čeprav so na palestinskih ozemljih štiri letališča, od leta 2004 nobeno ne deluje.                                                 |
| Demokratična arabska republika Sahara | Medtem ko je v Zahodni Sahari več letališč, so vsa na delu ozemlja, ki ga nadzira Maroko, razen makadamske steze blizu Tifaritija. |
| Južna Osetija                         | |
| Transnistrija                         | |

## Neavtonomna ozemlja
Od 17 nesamoupravnih ozemelj na svetu dve nimata letališča znotraj svojih meja: Tokelau in otočje Pitcairn. Obe sta oddaljeni otoški skupini, zato je do tja edini možen prevoz z ladjo.
| Ozemlje           | Suverena država     | Opombe |
| ----------------- | ------------------- | --- |
| Tokelav           | Nova Zelandija      | Tokelav nima letališča, zato so ladje edino prevozno sredstvo.                                                                    |
| Pitcairnovi otoki | Združeno kraljestvo | Otoki Pitcairn nimajo letališča ali pristanišča; otočani se zanašajo na dolge plovbe za prevoz ljudi in blaga skozi zaliv Bounty. |